# GLQ (学術雑誌)
GLQ: A Journal of Lesbian and Gay Studiesは、Duke University Pressが発行する査読済み学術雑誌である。1990年代前半にDavid M. HalperinとCarolyn Dinshawにより創刊された。GLQは、使命として「性とセクシュアリティに関わるあらゆる問題についてクィアな視点を提供する」ことを目指している。対象とする研究分野は、宗教、科学研究、政治、法律、文学研究である。
現在の編集者は、ワシントン大学のジェンダー・女性・セクシュアリティ研究の准教授Chandan Reddyと、シカゴ大学の英語と英文学の教授C. Riley Snortonである。

25周年記念号の回顧記事の中で、共同創設者のHalperinは雑誌の創刊について次のように書いている。
私がこれまでに思いついたすべての優れたアイデアと同様に、『GLQ』を設立するというアイデアも、私から生まれたものではありません。このアイデアは、1991年の初めにPhilip Rappaportが私に提案したものでした。Philip Rappaportは、当時Gordon and Breachで編集者（acquisitions editor）として働いており、自分の仕事をより面白いものにする方法を探しているとき、特にレズビアン・ゲイ研究における新たな研究成果に目を留めました。Philipから学術雑誌を創刊するという可能性について相談があったとき、私は素晴らしいアイデアだと思いましたが、そのような野心的なプロジェクトに自分が挑戦できるとは感じられませんでした。しかし、その後しばらくしてから、当時知り合ったばかりのCarolyn DinshawにPhilipの提案について話したところ、彼女はすぐにその提案に熱意を示してくれました。私は彼女に、もし一緒にやってくれるなら喜んで協力する、と言いました。彼女は受け入れてくれました。私はPhilipと再び連絡を取りました。その後は、誰もが知っているとおりです。
『GLQ』は、編集者により選ばれた記事の掲載をGordon and Breachが拒否した後、1997年にDuke University PressによってGordon and Breachから買収された。Gordon and Breachはマレーシアに事務所を構えており、マレーシア当局は近年、反イスラム的なイメージを含む『GLQ』の記事に抗議している。
2011年、Modern Language Associationのコンベンションにおいて、『GLQ』のLGBTネイティブアメリカンに関するトピックを取り上げた「Sexuality, Nationality, Indigeneity」号に対して、Council of Editors of Learned Journalsから「2010 Special Issue Prize」を授与された。